# Composición algorítmica
Composición algorítmica es la técnica de crear música usando algoritmos.
Los algoritmos han sido usados para componer música durante siglos; los procedimientos usados para hacer gráficos de voces en el Contrapunto occidental, por ejemplo, pueden ser frecuentemente reducidos a un algoritmo determinado. De cualquier manera, el término es usualmente reservado para procedimientos que hacen música sin la intervención humana, y se basan fundamentalmente en el uso de computadoras.
Algunos algoritmos que no tienen una inmediata relevancia musical son usados por los compositores como un modelo creativo de inspiración para su música. Algoritmos como fractales, modelos estadísticos, e incluso datos arbitrarios, por ejemplo, gráficos de censos, sistemas de coordenadas geográficas, el campo magnético o incluso la frecuencia en las olas del mar, fueron utilizadas como fuente de inspiración.[cita requerida]

## Modelos para composición algorítmica
No hay un método universal para ordenar los diferentes algoritmos -de composición musical- en categorías. Una manera de hacer esto es observar de que manera un algoritmo toma parte en el proceso de composición musical. Los resultados de este proceso pueden ser divididos en 1) música compuesta por una computadora y 2) música compuesta con la ayuda de una computadora. La música puede ser considerada, compuesta por una computadora cuando el algoritmo tiene la capacidad de hacer elecciones durante el proceso de creación
Otra manera de ordenar los algoritmos composicionales es examinar los resultados de su proceso composicional. En este caso, los algoritmos pueden ser de dos maneras 1) provee información de notas o partitura para ser tocada en otros instrumentos musicales o 2) provee una forma independiente de tocar la composición en forma autónoma por medio de un sintetizador de sonidos. Hay también algoritmos que crean ambos, la partitura y la sintetizan sonidos.
Tal vez la mejor manera de categorizar la composición algorítmica es por medio de su estructura y la manera de procesar sus datos, como se puede ver a continuación en esta lista de tipos que se solapan parcialmente.
- modelos matemáticos
- sistemas basados en el conocimiento
- gramática
- métodos evolucionarios
- Sistema de auto - aprendizaje
- Sistemas híbridos

### Modelos matemáticos
Los modelos matemáticos están basados en ecuaciones matemáticas y eventos al azar. La manera más común crear una composiciones a través del método matemático es el proceso estocástico. En modelos estocásticos una pieza de música es compuesta como el resultado de un método no-determinista. El proceso de composición es sólo parcialmente controlado por el compositor ponderando las posibilidades de eventos aleatorios. 
Ejemplos destacados de algoritmos estocásticos son Markov chains y los diversos usos de las distribuciones gausianas. Los algoritmos estocásticos se utilizan a menudo junto con otros algoritmos en diversos procesos de toma de decisiones.
La música también ha sido compuesta a través de los fenómenos naturales. Estos modelos caóticos crear composiciones a partir de los fenómenos armónicos e inarmónicos de la naturaleza. Por ejemplo, desde los años 1970 los fractales se han estudiado también como modelos para la composición algorítmica.
Como ejemplo de composiciones deterministas a través de modelos matemáticos, el On-Line Encyclopedia of Integer Sequences proporciona una opción para desempeñar una secuencia de números entero como música. Inicialmente se establece que, cada entero se convierte en una nota de un total de 88 teclas de un teclado musical mediante el cálculo de número entero obtenido del módulo. de 88 (es decir, se obtiene el 'resto' entero de la división de ese número determinado de la lista con 88, a un ritmo constante. Así una lista de números naturales dan como resultado una escala cromática.

### Sistemas basados en el conocimiento
Esta forma de crear composiciones consiste en, aislar el código estético de un determinado género musical y el uso de este código para crear nuevas composiciones similares. Los sistemas basados en el conocimiento, se fundamentan en un conjunto pre- armado de argumentos que se pueden utilizar para componer nuevas obras del mismo estilo o género. Por lo general, esto se logra mediante una serie de pruebas o normas que exigen el cumplimiento de la composición a ser completa.

### Gramáticas
La música también puede ser examinada como una lengua, con una gramática distintiva. Las composiciones se crean primeramente a partir de una construcción gramatical musical, que se utiliza a continuación para crear piezas musicales comprensibles. La gramática a menudo incluyen reglas para componer a nivel macro, por ejemplo armonías y ritmo, en lugar de notas individuales.

### Método evolucionario
La música evolucionaria está basada en algoritmos genéticos. La composición es construida por los medios del proceso de la evolución. A través de mutación y la selección natural, diferentes soluciones evolucionan hacia una pieza musical adecuada. La acción interactiva del algoritmo con el compositor recorta malas soluciones y crea otras nuevos desde los que sobreviven al proceso. Los resultados del proceso son supervisados por la crítica, siendo esta una parte vital del algoritmo ya que actúan como control de la calidad de las composiciones creadas.

### Sistemas de autoaprendizaje
Los sistemas de autoaprendizaje son programas a los que no se los ha dotado de conocimiento respecto del género con el que van a trabajar, en su lugar, ellos recolectan el material por ellos mismo a partir de ejemplos dados por el usuario o programador. El material es entonces procesado, dando como resultado una pieza de similares características a los ejemplos ingresados. Este método de composición algorítmica esta fuertemente relacionado al estilo de modelacion algorítmica, improvisación por medio de máquinas como así también con la ciencia cognitiva y el estudio de [redes neuronal]es

### Sistemas híbridos
Los programas basados en un solo modelo de algoritmo, raramente tienen éxito creando una composición estéticamente satisfactoria. Por esa razón, algoritmos de diferentes tipos, son frecuentemente usados juntos, para así combinar sus fortalezas y desechar sus debilidades. El único gran problema con los sistemas híbridos es su creciente complejidad y la necesidad de recursos para combinar y testear estos algoritmos.

### Artículos
- Algoritmos musicales por Dr.John Francis. Programas de música algorítmica para representar todos los estilos musicales, con fuentes en C, produce archivos MIDI / WAV. 2014
- [http://muse.jhu.edu/journals/computer_music_journal/v025/25.1supper.html Algunos puntos importantes sobre composición algorítmica por Martin Supper. Computer Music Journal 25.1 (2001) 48-53
- COMPOSING WITH PROCESS: PERSPECTIVES ON GENERATIVE AND SYSTEMS MUSIC podcast, exploring generative approaches (including algorithmic, systems-based, formalized and procedural) to composition and performance primarily in the context of experimental technologies and music practices of the latter part of the twentieth century.
- Automatic Composition from Non-musical Inspiration Sources, by Robert Smith, et al. A conference paper describing a machine learning based approach to generating music by training a model on subject pieces and then generating new pieces based on non-musical audio files.
- Algorithmic Composition: Computational Thinking in Music by Michael Edwards. Communications of the ACM, Vol. 54 No. 7, Pages 58-67 10.1145/1965724.1965742. From the abstract: "This article outlines the history of algorithmic composition from the pre- and post-digital computer age, concentrating, but not exclusively, on how it developed out of the avant-garde Western classical tradition in the second half of the 20th century. This survey is more illustrative than all-inclusive, presenting examples of particular techniques and some of the music that has been produced with them."

## Futuras lecturas
- Phil Winsor and Gene De Lisa: Computer Music in C. Windcrest 1990. ISBN 978-1-57441-116-4
- Curtis Roads: The Computer Music Tutorial. MIT Press 1996
- George Papadopoulos: AI Methods for Algorithmic Composition : A survey, a Critical View and Future Prospects. AISB Symposium on Musical Creativity, 1999
- Eduardo Reck Miranda: Composing Music with Computers. Focal Press 2001
- Karlheinz Essl: Algorithmic Composition. in: Cambridge Companion to Electronic Music, ed. by N. Collins and J. d'Escrivan, Cambridge University Press 2007. - ISBN 978-0-521-68865-9. - Abstract
- Gerhard Nierhaus: Algorithmic Composition - Paradigms of Automated Music Generation. Springer 2008. - ISBN 978-3-211-75539-6
- Wooller, Rene, Brown, Andrew R, Miranda, Eduardo, Diederich, Joachim, & Berry, Rodney (2005) A framework for comparison of process in algorithmic music systems. In: Generative Arts Practice, 5–7 December 2005, Sydney, Australia.

### Ejemplos de música algorítmica
- A jazz Un solo de saxofón generado automáticamente por Band-in-a-Box: OGG vorbis format.
- The babelcast (RSS subscription feed, iTMS free subscription) and telequalia (RSS subscription feed, iTMS free subscription (enlace roto disponible en Internet Archive; véase el historial, la primera versión y la última).), algorithmic, computer-generated Podcast series by Christopher Ariza
- Ejemplos con piano y chelo tocados por un programa de computadoras Música al azar.
- Ejemplos de Paul Ramsay's Musica Paralela (usando Shockwave): PMusic: SINGLES; Consemble Plymouth and Consemble (proyecto de composición abierta).
- Ejemplos de Karlheinz Essl's Lexikon-Sonate (MIDI y mp3).
- Ejemplos de James Anthony Walker the art of jim.
- Ejemplos de Dave Smith roughlight music
- Ejemplos de Gary Lee Nelson's Música fractal.
- Ejemplos de Martin Dostál's sistema de baterías genéticas.
- Ejemplos de Ensemble 176's grabaciones en lénea.
- Ejemplos de Atari 8-bit - Ballsong Nr. 2 by Douglas Crockford & Valerie Atkinson
- Fractal Tunes you can make with Tune Smithy 3.0 sample fractal tunes made with Tune Smithy
- Videos of Tune Smithy fractal tunes, some with a scrolling "score"
- Abacus Composición algorítmica para piano.
- Ejemplos de SoundHelix (mp3).
- Ejemplos por René-Louis Baron "Medalmusic system" and "Music-Realcomposer" patented inventions Archivado el 3 de marzo de 2016 en Wayback Machine..
- Ejemplos por Jeremy Leach's software at his Algorithmic Composition site.
- Melomics' Iamus (computer)'s concierto por la Orquesta Sinfónica de Londres.

### Software
- MaestroGenesis MaestroGenesis es una herramienta libre desarrollada por Evolutionary Complexity Research Group, que ayuda a los músicos amateur a componer y desarrollar ideas musicales
- IMPROVISOR for AudioCubes Un programa libre para composición algorítmica donde los patrones de ritmo y el tempo pueden ser separados y enganchados, usando AudioCubes, smart light emitting hardware blocks, generando patrones musicales completamente nuevos.
- AC Toolbox, Algorithmic Composition Toolbox, un programa libre de composición algorítmica
- athenaCL Christoper Ariza's modular, polifónico, multi-paradigma en una plataforma interactiva y de línea de comandos.
- AISings Un servicio en línea que genera automáticamente música nueva influenciada por archivos MIDI elegidos por el usuario.
- BreathCube Un motor generador de voces basadas en algoritmos (windows)
- Buddha Orchestra Un programa para plataformas Windows y Ubuntu, freeware, que convierte esquemas de objetos en imágenes a MIDI y eventos OSC.
- cgMusic Archivado el 18 de enero de 2016 en Wayback Machine. es un programa gratuito, extensible de composición que puede crear tonal música en varios estilos. Crea MIDI y MP3 disponibles en el sitio web.
- QGen2 Un programa de composición algorítmica escrito por Alexey Arkhipenko (Rhaos project)
- Fractal Tune Smithy Un programa de composición algorítmica escrito por Robert Walker - Vea también Tune Smithy
- Fractal Music Composer por Michael Frame, Ginger Booth, y Harlan Brothers (Java)
- FractMus Es un programa freeware de composición algorítmica escrito por el pianista y compositor Gustavo Díaz-Jerez.
- Harmony Improvisator, Un plugin VST que compone con las reglas de la armonía clásica.
- Impro-Visor: software that can generate jazz solos algorítmicamente usando especificaciones del usuario stochastic contexto libre gramática.
- Intermorphic Noatikl, Noatikl es un sistema algorítmico / trans - generativo de creatividad para Mac and Windows con VST, AU unit plugins, y es el sucesor de Koan.
- Intermorphic Mixtikl, Mixtikl Es un "laboratorio" de 12 tracks de música generativa integrada con Noatikl motor algorítmico para iPhone, iPad, iPod touch, Mac y Windows con web browser, VST y AU unit plugins.
- Lexikon-Sonate Un piano controlado por computadora piano desarrollado por Karlheinz Essl (freeware para MacOS)
- Musical Algorithms Archivado el 4 de marzo de 2016 en Wayback Machine. Una exploración interactiva de la relación entre la música y las fórmulas matemáticas, fundado por la Northwest Academic Computing Consortium, proyecto dirigido por Jonathan N. Middleton.
- Strasheela Un sistema de composición que usa a "programación restringida" y soporta teoría musical de alta complejidad (ejemplo : armonía).
- WolframTones, Un compositor algorítmico basado en autómata de 1 dimensión.
- Impromptu - Un entorno de programación para componer música en tiempo-real en forma algorítmica.
- MusiNum Programa para hacer música a partir de patrones numéricos.
- SoundHelix Un marco de trabajo libre Java para la composición de música algorítmica al azar basada en generación restringida al azar (CRG). Reproduce música generada en dispositivos MIDI en tiempo-real y puede escribir archivos MIDI.
- RGB MusicLab Convierte una imagen en música. (MacOS y Windows)
- Easy Music Composer Easy Music Composer es una herramienta para hacer música fácilmente.
- Computoser Un servicio en línea que genera música algorítmica sin el ingreso de datos por parte del operador.
- Melomics Archivado el 20 de octubre de 2018 en Wayback Machine. Navegador en línea y API para adaptar múltiples géneros, tempos para uno de los más grandes repositorios de música.
- Scripthica Archivado el 6 de noviembre de 2016 en Wayback Machine. Un entorno web para aprender, escuchar, compartir y crear composiciones algorítmicas.

### Tutorials
- Algorithmic Composition Tutorials Una serie de tutoriales sobre composicion algoritmica.

- Datos: Q1758902
- Multimedia: Algorithmic compositions / Q1758902